# Subdivisões da Guiné Equatorial
A Guiné Equatorial está dividida em duas regiões e sete províncias (capitais entre parênteses), as províncias por sua vez se dividem em 19 distritos e 37 municípios :

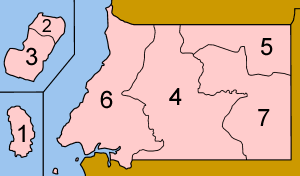
Províncias da Guiné Equatorial

## Regiões e Províncias

### Região Insular(Malabo)
1. Ano-Bom (San Antonio de Palé)
2. Bioco Norte (Malabo)
3. Bioco Sul (Luba)

### Região Continental(Bata)
1. Centro Sul (Evinayong)
2. Djibloho (Cidade da Paz)
3. Kié-Ntem (Ebebiyin)
4. Litoral (Bata)
5. Wele-Nzas (Mongomo)

## População
População das unidades administrativas, total e por sexo em 2001:
| Unidade Administrativa | 2001      | 2001    | 2001     |
| Unidade Administrativa | Total     | homens  | mulheres |
| ---------------------- | --------- | ------- | -------- |
| Região Insular         | 265.470   | 134.228 | 131.242  |
| Ano-Bom                | 5.008     | 2.093   | 2.915    |
| San Antonio Palea      | 5.008     | 2.093   | 2.915    |
| Bioco Norte            | 231.428   | 116.872 | 114.556  |
| Malabo                 | 211.276   | 106.923 | 104.353  |
| Baney                  | 11.893    | 5.852   | 6.041    |
| Rebola                 | 8.259     | 4.097   | 4.162    |
| Bioco Sul              | 29.034    | 15.263  | 13.771   |
| Luba                   | 23.870    | 12.453  | 11.417   |
| Riaba                  | 5.164     | 2.810   | 2.354    |
| Região Continental     | 749.529   | 367.159 | 382.370  |
| Litoral                | 298.414   | 148.870 | 149.544  |
| Bata                   | 230.282   | 115.077 | 115.205  |
| Machinda               | 9.387     | 4.583   | 4.804    |
| Rio Campo              | 4.595     | 2.216   | 2.379    |
| Cogo                   | 23.121    | 11.615  | 11.506   |
| Corisco                | 2.443     | 1.179   | 1.264    |
| Mbini                  | 20.295    | 9.843   | 10.452   |
| Bitica                 | 8.291     | 4.357   | 3.934    |
| Centro Sul             | 125.856   | 61.473  | 64.383   |
| Evinayong              | 36.521    | 17.542  | 18.979   |
| Bicurga                | 15.346    | 7.565   | 7.781    |
| Niefang                | 37.273    | 18.251  | 19.022   |
| Nkimi                  | 16.461    | 8.107   | 8.354    |
| Acurenam               | 20.255    | 10.008  | 10.247   |
| Kié-Ntem               | 167.279   | 79.623  | 87.656   |
| Ebebiyin               | 60.747    | 28.781  | 31.966   |
| Bidjabidjan            | 28.144    | 13.563  | 14.581   |
| Micomiseng             | 20.226    | 9.452   | 10.774   |
| Nkue                   | 14.955    | 6.928   | 8.027    |
| Nasng                  | 10.228    | 4.763   | 5.465    |
| Nsok Nsomo             | 32.979    | 16.136  | 16.843   |
| Wele-Nzas              | 157.980   | 77.193  | 80.787   |
| Mongomo                | 53.510    | 26.154  | 27.356   |
| Mongomeyen             | 15.644    | 7.731   | 7.913    |
| Añisok                 | 40.395    | 19.625  | 20.770   |
| Ayene                  | 12.289    | 5.639   | 6.650    |
| Nsork                  | 16.037    | 7.941   | 8.096    |
| Aconibe                | 20.105    | 10.103  | 10.002   |
| Total                  | 1.014.999 | 501.387 | 513.612  |